# 豐牛站

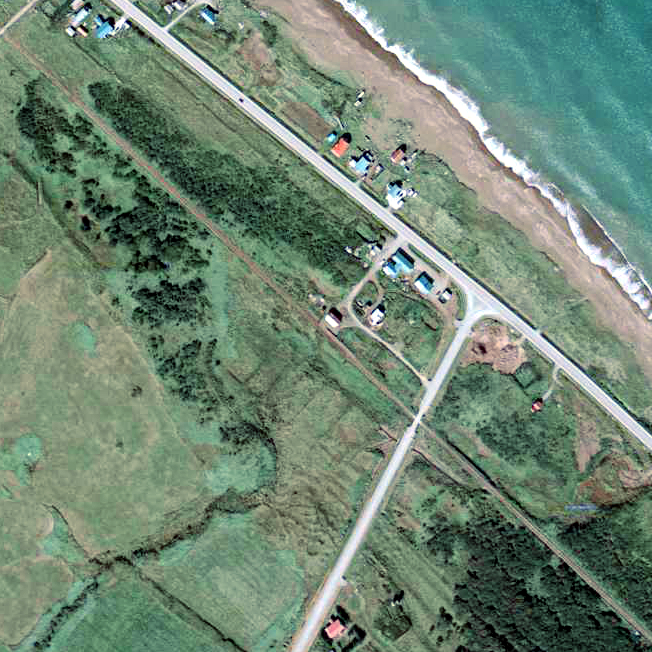
1977年的豐牛站與方圓約500米範圍。右下方為北見枝幸方向。月台和車站大樓位於靠近北見枝幸一方。

豐牛站（日语：／ Toyoushi eki */?）是位於北海道枝幸郡濱頓別町字豐寒別，日本國有鐵道（國鐵）的興濱北線車站（廢站）。隨著興濱北線廢線，車站在1985年（昭和60年）7月1日廢除。

## 歷史
- 1936年（昭和11年）7月10日 - 鐵道省興濱北線濱頓別站至北見枝幸站之間開通，此站啟用[2]。當時為一般車站[1]。
- 1944年（昭和19年）11月1日 - 興濱北線指定為不要不急線，因此車站暫停營業[2]。
- 1945年（昭和20年）12月5日 - 車站重開[2]。
- 1949年（昭和24年）6月1日 - 日本國有鐵道成立，成為日本國有鐵道車站。
- 1961年（昭和36年）4月1日 - 成為業務委託車站。
- 1973年（昭和48年）9月17日 - 結束處理貨物和行李[3]。同時成為無人車站[4][5]。車站大樓翻新[6]。
- 1985年（昭和60年）7月1日 - 興濱北線全線廢除，此站也廢除[1]。

## 站名的由來
根據1973年（昭和48年）版的《駅名の起源》，當時車站位於「豐寒別」和「普塔牛」中間。因此車站取自「豐寒別」的「豐」字和「普塔牛」的「牛」字命名。
另外，「豐寒別」的阿伊努語為「トイカムペッ（toy-kamu-pet）」，其意思為「土・覆蓋・河川」，「普塔牛」的阿伊努語為「一個挖掘空莖驢蹄草根的地方」。
但是在1939年（昭和14年）版《駅名の起源》，車站名稱取自「附近由於有許多放牧」，因此名為「豐牛」。

## 車站構造
截至車站廢除前，車站是一座地面車站，設有1面1線的單式月台。月台位於路軌東邊（北見枝幸方向的列車開啟左邊車門）。此站轉轍器。
此站是無人車站。在有人車站時代，車站大樓經造改造，變為斜內站同款，車站大樓是一座量產設計的小型車站大樓。截至1983年（昭和58年），屋頂的顏色為藍色。車站大樓內設有廁所。車站大樓位於站內東北一方，與月台有一段距離。

## 使用狀況
| 乘車人員變化 | 乘車人員變化 |
| 年度         | 1日平均人次  |
| ------------ | ------------ |
| 1951         | 73           |
| 1961         | 89           |
| 1965         | 111          |
| 1971         | 60           |
| 1981         | 5            |
| 1985         | 1            |

## 車站周邊
車站附近設有漁村。距離海邊約0.2公里。車站後方為荒野。
- 國道238號（日语：国道238号）（宗谷國道）[12]
- 宗谷巴士（日语：宗谷バス）「豐牛」巴士站

## 現況
截至2010年（平成22年），車站大樓還存在，但是用作儲物室。曾經可進行車站大樓內部，截至2012年（平成24年），車門已經不能打開。只能從窗看到內部。舊車站大樓周圍都是農田。

## 相鄰車站
日本國有鐵道
興濱北線（1985年廢除）
濱頓別－（頓別臨時乘降場）－豐牛－（豐濱臨時乘降場）－斜內

## 注腳
1. 1 2 3 4  石野哲（編）. . JTB. 1998: 908. ISBN 978-4-533-02980-6 （日语）.
2. 1 2 3 4 5 6   第1版. 札幌市: 日本國有鐵道北海道總局. 1973-3-25: 190. ASIN B000J9RBUY.
3. ↑  . 官報. 1972-09-14 （日语）.
4. ↑  北海道鉄道百年史 下卷 日本國有鐵道北海道總局
5. ↑  . 鐵道公報 (日本國有鐵道總裁室文書課). 1973-09-14: 4 （日语）.
6. 1 2 3 4 5  宮脇俊三 (编). . 原田勝正. 小學館. 1983-7: 193. ISBN 978-4093951012 （日语）.
7. ↑   (PDF). アイヌ語地名リスト. 北海道 環境生活部 アイヌ政策推進室. 2007  [2018-10-31]. （原始内容 (PDF)存档于2018-04-17） （日语）.
8. 1 2  札幌鉄道局 (编). . 北彊民族研究会. 1939: 87. NDLJP: 1029473 （日语）.
9. 1 2  本久公洋. . 北海道新聞社. 2011-9: 226. ISBN 978-4894536128 （日语）.
10. 1 2 3  杉崎行恭. . 二見文庫. 二見書房. 2010-6: 150. ISBN 978-4576100906 （日语）.
11. ↑  浜頓別町史編集委員会 (编). . 北海道出版企画センター. 1995-3. ISBN 978-4832895010 （日语）.
12. ↑  . 地勢堂. 1980-3: 17 （日语）.